# 스티븐 랙
스티븐 랙(Stephen Lack, 1946년 1월 1일 ~ )은 캐나다의 화가, 배우, 각본가이다.
몬트리올에서 태어났다.

## 영화
- 크라이시스 인 하바나 (2002년)
- 올 더 버미어 인 뉴욕 (1990년) - 마크 역
- 대드링거 (1988년)
- 스캐너스 (1981년)
- 랑 에 라 팜므 (1977년)
- 루버 건 (1977년)